# Napraforgómoly
A napraforgómoly (Homoeosoma nebulella) a valódi lepkék közül a fényiloncafélék (Pyralidae) családjában a karcsúmolyok (Phycitinae) alcsaládjába tartozó lepkefaj.

## Elterjedése, élőhelye
Európában és Ázsia nyugati részén terjedt el. Magyarországon is mindenfelé megtalálható kártevő, de igazán súlyos károkat a Szovjetunió európai utódállamaiban, valamint Romániában és Dél-Európában okoz.

## Megjelenése
Szürke szárnyát elmosódott fekete foltok élénkítik. Szárnyának fesztávolsága 24–26 mm.

## Életmódja
Magyarországon egy évben két vagy három nemzedéke nő fel úgy, hogy a kifejlett hernyók telelnek át a talajban – Romániában több hasonló fajnak a bábja telel át. A lepkék éjszaka repülnek, a mesterséges fényre vonzza őket. Az egyes nemzedékek hernyói mindig az éppen virágzó fészkesvirágzatúakon nőnek fel.
Hazánkban a napraforgómoly régebben csak alkalmi kártevő volt, jelentősége a napraforgó termőterületének növekedésével nőtt meg. A hernyók kárképe jellegzetes: a virágzatot rágcsálékkal és ürülékkel tarkított szövedék borítja. A hernyók a virágokat, majd a vackot és a magvakat eszik – a napraforgón kívül a különféle vadon termő fészkesvirágúakét is.
A napraforgót a napraforgómoly mellett több, hozzá igen hasonló karcsúmoly: a Homoeosoma és a Rotruda nemzetségek fajai károsítják. Ezek hernyói különféle fészkes virágú növények virágzatában élnek. A kopott példányok nehezen határozhatók.